# Felsőmocsolád megállóhely
Felsőmocsolád megállóhely egy Somogy vármegyei vasúti megállóhely Felsőmocsolád településen, a MÁV üzemeltetésében.
Külterületek közt helyezkedik el, a település központjától jó két kilométerre délre, közvetlenül a 67-es főúttól a faluba vezető 65 109-es számú mellékút mellett; közúti elérését is az az út biztosítja.

## Története
A sokáig állomási besorolással bíró létesítményt 2022. december 11-i hatállyal megálló-rakodóhellyé minősítették át.

## Vasútvonalak
A megállóhelyet az alábbi vasútvonalak érintik:
- Kaposvár–Siófok-vasútvonal

## Kapcsolódó állomások
A megállóhelyhez az alábbi állomások vannak a legközelebb:
- Kisbárapáti megállóhely (Kaposvár–Siófok-vasútvonal)
- Mernye vasútállomás (Kaposvár–Siófok-vasútvonal)

## Forgalom
| Járat        | Útvonal | Gyakoriság |
| ------------ | --- | ---------- |
| személyvonat | Siófok – Sióvölgy – Siójut – Ádánd – Som-Nagyberény – Daránypuszta – Bábonymegyer – Tab – Kapoly – Somogymeggyes – Karád – Andocs – Bonnya – Kisbárapáti – Felsőmocsolád – Mernye – Somodor – Somogyaszaló – Répáspuszta – Toponár – Kaposszentjakab – Kaposvár | Napi 3 pár |
| személyvonat | Kisbárapáti – Felsőmocsolád – Mernye – Somodor – Somogyaszaló – Répáspuszta – Toponár – Kaposszentjakab – Kaposvár | Napi 2 pár |
| személyvonat | (Karád → Andocs → Bonnya → Kisbárapáti →) Felsőmocsolád – Mernye – Somodor – Somogyaszaló – Répáspuszta – Toponár – Kaposszentjakab – Kaposvár | Napi 2 pár |
| személyvonat | Tab – Kapoly – Somogymeggyes – Karád – Andocs – Bonnya – Kisbárapáti – Felsőmocsolád – Mernye – Somodor – Somogyaszaló – Répáspuszta – Toponár – Kaposszentjakab – Kaposvár                                                                                     | Napi 1 pár |